# Beszédhang
A fonetikában a beszédhang (idegen szóval fón) olyan nyelvi entitás, amely a kommunikációs folyamatban a beszélőt és a hallgatót összekapcsoló beszédlánc legkisebb észlelhető szegmense. Mint akusztikai jelenség abban különbözik az általános értelemben vett hangtól, hogy tagolt, azaz a beszélő elvileg szabályszerűen képezi az artikuláció szerveivel.
A beszédhangok különféleképpen keletkeznek, aszerint hogy kilégzés vagy belégzés járul megvalósulásukhoz, és hogy milyen mozgásokat végeznek az artikuláció szervei. Ezek a tényezők nyelvtől függően is különbözhetnek. A beszédhangok egy része kilégzéssel keletkezik (ún. „egresszív” hangok). Ezek egy részének forrása a tüdőből közvetlenül kiáramló levegő összetett rezgése, amelyet a hangszálak idéznek elő, és amely eredménye egy hanghullám. Ennek több, különböző frekvenciájú összetevője van, melyek közül az egyik alaphang, a többiek pedig részhangok.
Ha a rezgés periodikus vagy csaknem periodikus, akkor „magánhangzók”-nak nevezett beszédhangokat eredményez. Ezek esetében mindegyik részhang frekvenciája az alaphang frekvenciájának többszöröse.
A nemperiodikus rezgés „mássalhangzók”-nak nevezett beszédhangokat produkál. Esetében az alaphang és a részhangok frekvenciái között nincs arány. Fizikai szempontból a mássalhangzók zörejek. Egyes nyelvekben nemcsak a tüdőből közvetlenül kikerülő levegővel képzett egresszív mássalhangzók vannak, hanem olyanok is, amelyek esetében a hangszalagrés (glottis) záródása és nyílása szabályozza a levegő áramlását (glottális mássalhangzók). Ezekből kétféle van. Egyesek egresszívek, mások pedig ún. „ingresszívek”, azaz belégzéssel képzettek. Ezeken kívül vannak még egyes nyelvekben olyan mássalhangzók is, amelyek a légzés részvétele nélkül is létrejöhetnek, csak a szájüregben, különböző típusú csettintésekkel (csettintőhangok).

## A beszédhangok fizikai vonásai
A beszédhangok egyik vonása a hangmagasság, amelyet a rezgés frecvenciája határoz meg. Ez a hangszálak kontrakciójának a fokától függ. Nagyobb frekvencia magasabb hangrendű hangot eredményez, ilyen például az [i], a kisebb frekvencia mélyebbet, mint az [u].
Egy másik vonása a hangoknak a rezgés amplitúdója adta hangosság. Ez a szájüreg térfogatától függ, amelyet a állkapocs és a nyelv mozgásai szabályoznak. Nagyobb amplitúdó erősebb hangokkal jár, kisebb amplitúdó gyengébbekkel.
Egy harmadik vonás a beszédhang időtartama, amelyet a hangszálak rezgésének tartama határoz meg. Ez által különböztethetők meg hosszú és rövid beszédhangok.
Végül a beszédhangokat a hangszín is jellemzi. Ezt a rezgés alakja adja, amely egyrészt a rezonátortól függ (szájüreg vagy orrüreg) és, a szájüreg esetében ennek alakjától. Hangszín szerint megkülönböztethetők orális és nazális hangok, valamint nyílt és zárt magánhangzók.

## Beszédhang és fonéma
A beszédhangok nagyon sokféleképpen keletkeznek. Különböznek a fonetikai kontextusuktól, a kibocsátásuk általános feltételeitől és a beszélőtől függően. Egyazon beszélő sem ejti ki ugyanúgy a hangokat minden alkalommal. Ennek ellenére egy adott nyelv beszélői eltekintenek azoktól a fonetikai különbségektől, amelyek nem fontosak a nyelvükben. Ezek a különbségek objektívak, fizikailag mérhetők, ami a fonetikához tartozik.
A beszélők különbözőkként fogják fel azokat a beszédhangokat, amelyek lexikai és nyelvtani jelentéseket különböztetnek meg. Ilyen hang olyan elvont nyelvi egységet képez, amely képviseli az összes konkrét megvalósulását, azokat a változatait, amelyek nem különböztetnek meg jelentéseket. Ilyen egységet nem a fonetika, hanem a fonológia tanulmányoz „fonéma” elnevezéssel. A fonológiában egy fonéma változatait „allofónok”-nak nevezik. A nyelvészeti munkákban a fonémákat és az allofónokat úgy különböztetik meg, hogy az előbbiek jeleit ferde vonalak közé írják, az utóbbiakéit pedig szögletes zárójelbe.
Például az angol nyelvben a p, t és k betűkkel írt mássalhangzókat hehezetesen ejtik ki olyan fonetikai kontextusban, mint szó eleje. Így valósulnak meg olyan szavakban, mint pin [pʰɪn] ’gombostű’, tin [tʰɪn] ’ón’ és kin [kʰɪn] ’rokon(ság)’, de /s/ után nem hehezetesek, pl. a spin [spɪn] ’forog’, sting [stɪŋ] ’szúr’ és skin [skɪn] ’bőr’ szavakban. Mivel nem különböztetnek meg jelentéseket, ezeket a változatokat a beszélők nem fogják fel különbözőkként, következésképpen a [pʰ], [p], [tʰ], [t], [kʰ] et [k] beszédhangok a /p/, a /t/, illetve a /k/ fonémák allofónjai.
Két különböző nyelvet tekintve ugyanaz a beszédhang lehet fonéma az egyikben, és csak allofón a másikban. Például a hindi nyelvben a /pʰ/ és a /kʰ/ fonémák, nem mint az angolban. Eszerint egyes szavak, amelyek tartalmazzák őket, jelentésükben különböznek olyan szavaktól, amelyek csak abban különböznek az előbbiektől, hogy bennük /p/, illetve /k/ van /pʰ/ és /kʰ/ helyett. Azok a szavak, amelyek így különböznek ún. minimális párokat alkotnak, pl. pāl /paːl/ ’gondját viseli vkinek/vminek’ ↔ phāl /pʰaːl/ ’kés éle’, kān /kaːn/ ’fül’ ↔ khān /kʰaːn/ ’bánya’.
Beszédhang nemcsak a fonetikai vonásainak összességével lehet fonéma, hanem egyetlen fonetikai vonás a többitől eltekintve is lehet fonemikus, azaz jelentésmegkülönböztető. Ilyen egyes nyelvekben a hang időtartama, mint a magyar nyelvben, pl. örült ↔ őrült (magánhangzó időtartama szerinti ellentét), ülő ↔ üllő (mássalhangzó időtartama szerinti ellentét).